# Mark Granovetter
Mark Granovetter (* 20. října 1943 Jersey City) je americký sociolog a profesor na Stanfordově univerzitě. Granovetter se proslavil především svým výzkumem v oblasti sociálních sítí. Vzájemnými vlivy a interakcemi lidí s ohledem na jejich sociální postavení se zabýval už od počátku 70. let, kdy vyšel jeho článek "The Strength of Weak Ties" (1973) v časopisu American Journal of Sociology. Známou se stala též Granovetterova snaha o formulaci, jak by měl vypadat obor "nové ekonomické sociologie", na kterou autor nahlédl v článku "Economic Action and Social Structure: The Problem of Embeddedness" (1985). V pozdějších letech se pak Granovetter zaměřil především na zkoumání sociálních základů ekonomie, jež rozvinul především v knize "Society and Economy: Framework and Principles" (2017). Za své dílo Granovetter sklidil řadu ocenění, mezi něž patří kupříkladu cena Theory Section Prize udělovaná každoročně spolkem American Sociological Association.

## Život
Mark Granovetter se narodil v roce 1943 ve městě Jersey City v New Jersey do rodiny Sidneyho a Violet Granovetterových. V tomto městě následně strávil své dětství a v pozdějších letech zde též navštěvoval střední školu Henry Snyder High School. Svá vysokoškolská studia započal na Princetonské univerzitě, kde se zaměřil na studium historie a odkud si v roce 1965 odnesl titul A.B. (bakalář umění). Granovetter ve svých studiích pokračoval na Harvardově univerzitě, kde mu byl v roce 1970 udělen titul Ph.D. v oblasti sociálních věd.
Ihned po ukončení svých studií Granovetter nastoupil jako odborný asistent na Univerzitě Johnse Hopkinse. Zde vydržel až do roku 1973, načež dostal příležitost na obdobné pozici působit na Harvardově univerzitě. Svoji akademickou profesi dále rozvíjel na Newyorské státní univerzitě ve Stony Brooku, kde jako docent pracoval od roku 1977 do roku 1992, a následně na Severozápadní univerzitě, kde vyučoval až do roku 1995. V tomto roce pak přijal nabídku na místo profesora sociologie na Stanfordově univerzitě, kde od té doby působí. Kromě stálých pozic na území Spojených států amerických Mark Granovetter v průběhu svého života vyučoval také jako hostující profesor v Evropě, a to konkrétně v Berlíně v roce 1989 a v Paříži v roce 2006.
Důvodem, proč je Mark Granovetter znám napříč celým světem, je jeho autorská činnost, do níž se pustil už v době, kdy studoval na Harvardově univerzitě. Jeho začátky v této oblasti však v žádném případě nebyly snadné. Například článek "The Strength of Weak Ties" (1973), který je dle systému Google Scholar nejcitovanějším z Granovetterových textů, byl při autorově původní snaze o jeho vydání v časopisu American Sociological Review v prosinci roku 1969 odmítnut. Granovetter naštěstí vytrval, text upravil na základě odezvy, které se mu dostalo, a o tři a půl roku později jej úspěšně publikoval prostřednictvím časopisu American Journal of Sociology. Už o rok později se Granovetterovi podařilo vydat svoji první knihu s názvem "Getting a Job: A Study of Contacts and Careers" (1974), v níž sledoval, jakým způsobem se lidé na trhu práce dostávají k informacím o volných pozicích, k čemuž využil svých znalostí o sociálních sítích a sociálních vazbách. V průběhu dalších let jeho články vycházely v řadě publikacích zabývajících se sociologickou teorií, přičemž přelomovým se stal článek "Economic Action and Social Structure: The Problem of Embeddedness" (1985), jenž vyšel opět v časopise American Journal of Sociology. Po přelomu 20. a 21. století se Granovetter soustředil především na sociální základy ekonomie, o nichž začal psát dvojdílnou knihu "Society and Economy", jejíž první díl vyšel v lednu roku 2017.

## Hlavní myšlenky

### Síla slabých vazeb
Granovetter se ve svém článku "The Strength of Weak Ties" (1973) zabývá vztahem mezi silou vzájemných lidských vazeb a pohybem informací ve společnosti. Autor v díle prezentuje svůj názor, že sociální síť člověka má vliv na kvalitu života dané osoby, a vysvětluje, jak spolu sociální síť a jiné sociální síly souvisí. Tato souvislost je v první řadě podkládána analýzou sociálních sítí, při níž je brán důraz na sílu vazeb mezi jednotlivými prvky sítě. Granovettera zajímá, jak síla jedincových vazeb, která je popisována například na čase stráveném spolu, na intimitě či na emocionální intenzitě, ovlivňuje jeho život ve společnosti.
Je však důležité si nejprve přiblížit hypotézu slabých vazeb. Ta říká, že pokud má osoba A nějakou vazbu na osoby B a C, existuje větší pravděpodobnost, že bude existovat i vazba mezi osobami B a C, než kdyby tyto dvě osoby žádnou společnou vazbu s jinou osobou neměly. V sociálních sítích existují skupiny osob, které mezi sebou mají silné vazby. Každá z těchto osob má ale současně vazby i na jiné osoby nacházející se mimo danou skupinu. Tyto osoby (nacházející se mimo danou skupinu) mají poté vlastní skupiny, v nichž jsou mezi jednotlivými členy silné vazby. Díky vazbám jednotlivých členů různých skupin se pak slabými vazbami propojují jednotlivé skupiny a vytvářejí společně sociální síť.
Podle Granovettera rychlost a míra rozšíření informace v síti záleží na tom, kolik je mezi prvky v síti propojení. Protože slabé vazby dle autora mnohonásobně zvyšují počet propojení (díky propojení různých skupin lidí), zvyšuje se s jejich počtem také rychlost šíření informací. To znamená, že pokud skupina jedinců nemá dostatek slabých vazeb, přes něž by byla spojena s jinými skupinami, nebudou se k ní dostávat informace ze vzdálenějších částí sociální sítě a osoby, jež se v ní nacházejí, budou mít přístup téměř výhradně k názorům a novinkám z jejich skupiny.
V závěru článku Granovetter apeluje na zlepšování sociální teorie zkoumáním vztahů na mikro a makro úrovni.

### Zakotvení ekonomických vztahů a ekonomické aktivity
V ekonomické sociologii se Granovetter stal vůdčí osobností po publikaci článku "Economic Action and Social Structure: The Problem of Embeddedness" (1985). Díky tomu je spojován také s konceptem zakotvení, který poprvé popsal Karl Polanyi ve svém díle "Velká transformace" (1944). Na toto téma Granovetter dále navazuje v díle "Society and Economy: Framework and Principles" (2017). Myšlenkou je, že ekonomické vztahy mezi jednotlivci a firmami a jejich ekonomická aktivita vycházejí z jejich sociálních sítí. Lidé jsou navíc ovlivňováni emocemi, náboženstvím a dalšími sociálními fenomény a nechovají se tak ve většině případů racionálně. Někdy aktéři postupují podle sociálních norem, jindy se k nim otočí zády. K těmto závěrům autor dospívá za pomoci psychologických argumentů, studií sociálních sítí a analýzy dlouhodobého historického a politického vývoje.

### Bod zvratu
Granovetter se věnoval také studiím o tom, jakým způsobem vznikají vzpoury a nepokoje. Je nutné si představit bouřící se masu lidí a předpokládat, že každý jedinec se k této mase připojuje pouze kvůli tomu, že tak činí ostatní. Moment, kdy se člověk podvolí a k mase se přidá, je nazýván bodem zvratu. Tento bod se u všech lidí nenachází na stejném místě, naopak. Pro provokatéry je například charakterické, že se začnou bouřit i v případě, že se nikdo jiný nebouří, zatímco někteří jedinci potřebují, aby se začalo bouřit extrémně vysoké procento obyvatelstva, než se k nepokojům rozhodnou přidat. Granovetter při své práci zkoumal, zda se tento bod v rámci společnosti nenachází v určité hladině vždy pro odpovídající procento obyvatelstva.